# Альварес де Толедо, Педро
Пе́дро А́льварес де Толе́до-и-Су́ньига, маркиз де Вильяфранка-дель-Бьерсо (по праву жены), прозванный Великим (исп. Pedro Álvarez de Toledo y Zúñiga, Marqués de Villafranca del Bierzo; 13 июля 1484, Саламанка — 21 февраля 1553, Флоренция) — испанский полководец из дома герцогов Альба, дядя 3-го герцога Альба, отец Элеоноры Толедской, вице-король Неаполя с 1532 года.

## Биография
В юности был пажом у короля Арагона Фердинанда Католика, который приходился его отцу двоюродным братом (по матери). Участвовал в Наваррской войне и в подавлении восстания городов в начале царствования короля Карла V; сопровождал Карла в его войнах в Нидерландах, Германии и Италии.
В 1514 году в Понферрада женился на Марии Осорио Пиментель (1498, Мадрид — октябрь 1539, Неаполь), кастильской дворянке, 2-й маркизe Вильяфранка-дель-Бьерсо по рождению. Получил в приданое замок Вильяфранка-дель-Бьерсо и титул маркиза. В браке с Марией имел семеро детей.
В 1532 году был назначен вице-королём в Неаполе, где в это время царила полная анархия: вельможи открыто восстали против императора, повсюду бродили шайки бандитов. Педро Альварес де Толедо восстановил правильную деятельность судов и стал строго преследовать преступников, не обращая внимания на их происхождение; всем, кроме дворян, было запрещено носить оружие. Педро Альварес де Толедо много заботился об украшении и оздоровлении Неаполя, прокладывал улицы, строил общественные здания, церкви, фонтаны, проводил каналы. Когда в 1537 году в Кастро высадились турки, де Толедо отразил их и укрепил приморские города Апулии.

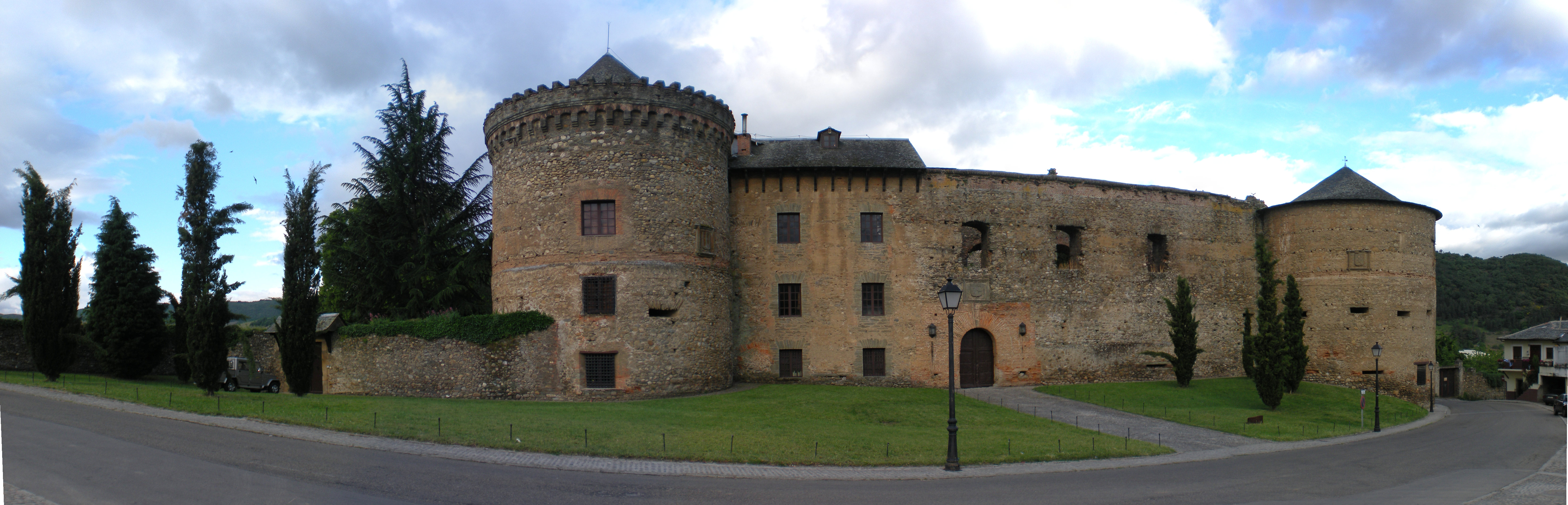
Замок Вильяфранка-дель-Бьерсо, полученный Альваресом де Толедо в приданое за женой.

Но приобретённую им таким путём популярность подорвал его фанатизм. В 1540 году он изгнал из Неаполя евреев, воспользовавшись ненавистью к ним населения. Враг Реформации, убеждённый, что прогресс знания вредит вере, Педро Альварес де Толедо старался подавить литературное движение и закрыл в Неаполе все академии. В 1547 году он попробовал ввести инквизиционное судилище по образцу Испании, но восстание простого народа и знати заставило его отказаться от этой попытки. Умер во время экспедиции против Сиены. От него по прямой мужской линии происходят Луиса Исабель Альварес де Толедо и другие герцоги Медина-Сидония XIX—XX веков.

## Интересный факт
Через брак своей младшей дочери, Элеоноры Толедской с будущим великим герцогом Козимо I де Медичи, Дон Педро Альварес де Толедо стал предком Бурбонов (королей Франции и Испании), Габсбургов-Лотарингских (императоров Священной Римской империи, Австрии и Австро-Венгрии и великих герцогов Тосканы), династии Стюарт (королей и королев Англии и Шотландии), королей Италии (из Савойской династии) и других правящих семей. Он также является прямым предком Дианы, принцессы Уэльской, а также её сына, принца Уильяма, герцога Кембриджского, будущего короля Великобритании.